# لودویگسهوهه
لودویگسهوهه (به آلمانی: Ludwigshöhe) یک شهر در آلمان است که در ماینتس-بینگن واقع شده‌است. لودویگسهوهه ۵۴۹ نفر جمعیت دارد.